# 6629 Kurtz
6629 Kurtz è un asteroide della fascia principale. Scoperto nel 1982, presenta un'orbita caratterizzata da un semiasse maggiore pari a 2,1789208 UA e da un'eccentricità di 0,1385338, inclinata di 2,12492° rispetto all'eclittica.